# Typhlops bisubocularis
Typhlops bisubocularis este o specie de șerpi din genul Typhlops, familia Typhlopidae, descrisă de Boettger 1893. Conform Catalogue of Life specia Typhlops bisubocularis nu are subspecii cunoscute.